# Sylvie van Gucht
Sylvie van Gucht est une lutteuse libre française née le 30 novembre 1962.

## Carrière
Elle est triple championne du monde en 1987, 1989 et 1990 dans la catégorie des moins de 53 kg.
Elle bat en finale des Championnats d'Europe de lutte 1988 sa compatriote Sandrine Laroza.

## Palmarès

### Championnats du monde
- Médaille d'or en lutte libre dans la catégorie des moins de 53 kg en 1990 à Luleå
- Médaille d'or en lutte libre dans la catégorie des moins de 53 kg en 1989 à Martigny
- Médaille d'or en lutte libre dans la catégorie des moins de 53 kg en 1987 à Lørenskog

### Championnats d'Europe
- Médaille d'or en lutte libre dans la catégorie des moins de 53 kg en 1988 à Dijon